# Economia d'Israel
L'Economia d'Israel es basa en un sistema capitalista modern implantat a un país jove i es caracteritza per un sector públic relativament important i un sector d'alta tecnologia en ràpid creixement. Les empreses israelianes, principalment en els sectors citats, són molt apreciades als mercats financers mundials: Israel és el segon país en nombre d'empreses que cotitzen en el Nasdaq.
Israel és un país pobre en recursos naturals, i depèn de la importació de petroli i carbó, aliments, diamants en brut i equipament militar (gairebé tot el proporcionat per Estats Units, sobretot divises i armes). En 2010, Israel va ser convidat a unir-se a l'Organització per a la Cooperació i el Desenvolupament Econòmic, un organisme que promou la cooperació entre els països que s'adhereixen als principis democràtics i que permeten desenvolupar les economies de lliure mercat.
A l'any 2015, el Producte Interior Brut (PIB) de l'Estat d'Israel, va arribar fins als 269.835 milions d'euros, la seva tasa de creixement anual era un 2.5%. La seva renda per capita eren 32.211 euros per persona i any.